# L'Anse Fourmi
L'Anse Fourmi es una localidad de Trinidad y Tobago, que forma parte de la parroquia de St. John.

## Geografía
La localidad abarca parte de la isla de Tobago y limita al norte y oeste con el mar Caribe, al sur con Bloody Bay y al este con Campbleton-Charlotteville.

## Demografía
Datos demográficos de la localidad de L'Anse Fourmi:
| Gráfica de evolución demográfica de L'Anse Fourmi entre 2000 y 2011 |
|                                                                     |